# Azza Besbes
Azza Besbes (în arabă عزة بسباس; n. 28 noiembrie 1990, Abu Dhabi) este o scrimeră olimpică tunisiană specializată pe sabie, de cinci ori campioană africană. A participat la Jocurile Olimpice de vară din 2008 și la cele din 2012, clasându-se respectiv pe locul 7 și pe locul 9.
S-a născut într-o familie iubitoare de sport: tatăl său Ali este un fost jucător de baschet, care a devenit ulterior un profesor de educație fizică, în timp ce mama sa Hayet Ben Ghazi este o fostă campioană de floretă, care a devenit arbitru internațional de scrimă. Fratele sau Ahmed Aziz și sorele sale Sarra, Hela și Rym sunt și ei scrimeri de performanță.